# 刘健 (1956年1月)
劉健（1956年1月—），江苏南京人。中华人民共和国政治人物、外交官。

## 生平
1979年，毕业于北京外国语学院英语系，进入中华人民共和国外交部工作，先后在驻斐济群岛大使馆、北京外交人员服务局、驻西萨摩亚大使馆、外交部北美大洋洲司、外交部领事司、驻泰国大使馆、外交部亚洲司任职。1998年，任驻马来西亚大使馆参赞。2000年，任驻菲律宾大使馆参赞。2001年，外交部亚洲司参赞。2003年，升任外交部亚洲司副司长。
2005年1月，出任中华人民共和国驻阿富汗大使。2007年，回任外交部亚洲司副司长。2008年9月，出任中华人民共和国驻马来西亚大使。2010年6月，出任中华人民共和国驻巴基斯坦大使。2013年7月，出任中华人民共和国驻洛杉矶总领事。2017年9月，屆齡退休而卸任回國。2020年1月，刘健被任命为新任中国外交部阿富汗事务特使。2021年7月，岳晓勇接替前任特使刘健为新任中国外交部阿富汗事务特使。

## 家庭
已婚，有一子。